# مجمع وگان
مجمع وگان (Vegan Society) سازمان خیریه ثبت شده‌ای در انگلستان است که به تبلیغ وگانیسم می‌پردازد و در واقع نخستین مرکز مبلغ گیاه‌خواری مطلق تا به اکنون می‌باشد.